# فولویا پلوتیلا
فولویا پلوتیلا با نام کامل پوبلیا فولویا پلوتیلا (به لاتین: Publia Fulvia Plautilla) (زادهٔ پیرامون ۱۸۵ یا ۱۸۸/۱۸۹ — درگذشتهٔ اوایل ۲۱۲) تنها همسر کاراکالا و برای مدت کوتاهی امپراتریس روم بود.

## زندگی‌نامه

### تولد و خانواده
فولویا پلوتیلا در رم زاده و در همان‌جا پرورش یافت. او از خاندان فولویوس بود که از تبار پلب‌ها بودند. آنها از توسکولوم واقع در ایتالیا به روم آمده و از دوران جمهوری روم تا آن زمان نقشی فعال در امور سیاسی داشتند. مادر فولویا، هورتنسیا و پدرش گایوس فولویوس پلوتیانوس، فرماندهٔ قدرتمند گارد پرتورینها، کنسول بلند مرتبه، مشاوره بانفوذ، دایی‌زاده، دوست و متحد نزدیک و مورد علاقه سپتیموس سوروس، امپراتور روم و پدر کاراکالا بود. فولویا همچنین برادری به نام گایوس فولویوس پلاوتیوس هورتنسیانوس داشت.

### ازدواج با کاراکالا
در آوریل ۲۰۲ فولویا و کاراکالا به اجبار پدرانشان پلوتیانوس و سوروس طی مراسم باشکوهی با یکدیگر ازدواج کردند و فولویا با جهزیه ۵۰ برابر بزرگتر از یک پرنسس به قصر امپراتوری رهسپار شد. اما این ازدواج موفق نبود، کاراکالا همسرش را خوار می‌شمرد و بنا بر نوشته‌های کاسیوس دیو، فولویا نیز شخصیتی بی‌بندوبار و لهو و لعب داشت.
آن دو در سال ۲۰۴ میلادی صاحب فرزند دختری شدند که نامش مشخص نیست (به احتمالا بسیار زیاد این دختر حرامزاده بود و فرزنده کاراکالا نبود). در همان سال سپتیموس سوروس، دستور ساخت طاق سپتیموس سوروس را به افتخار همسرش امپراتریس یولیا دومنا، پسرش کاراکالا، عروسش فولویا پلوتیلا و دیگر پسرش پوبلیوس سپتیموس گتا داد.

### تبعید و مرگ
گایوس فولویوس پلوتیانوس، پدر فولویا پلوتیلا در طول سالها رقیب سرسخت و قورتمند همسر قدرتمند امپراتور سپتیمیوس سوروس، جولیا دومنا بود و همچنین با همه افراد امپراتوری فوق‌العاده خشن رفتار کرده و با میل خود افراد مخالف را اعدام یا ترور می کرد و ثروتشان را به راحتی می گرفت پلوتیانوس در ۲۲ ژانویه ۲۰۵ آنقدر پیش رفت که نقشه ترور خانواده امپراتوری را کشید و می خواست آنها را حذف کرده و تاج و تخت را برای خودش تامین کند و بعد از کشف این نقشه توسط جولیا دومنا به اتهام خیانت متهم شده و با تحریک جولیا به شوهرش سوروس و پسرش کاراکالا او را اعدام کردند و تمام اموال خانواده‌اش مصادره شد. فولویا و دخترش نیز به فرمان کاراکالا نخست به سیسیل و سپس به لیپاری تبعید شدند. در این مدت با آنان با خشونت رفتار شد و سرانجام کاراکالا پس از مرگ پدرش سپتیموس سوروس در ۴ فوریهٔ ۲۱۱، فرمان به خفه‌کردن آن دو داد.